# 37573 Enricocaruso
37573 Enricocaruso este o planetă minoră (asteroid) din centura de asteroizi. A fost descoperită pe 23 octombrie 1989 la Thüringer Landessternwarte Tautenburg⁠(d) de Freimut Börngen și a fost numită după Enrico Caruso. 
Obiectul prezintă o orbită caracterizată de o semiaxă mare de 2,3790344 UAi, o excentricitate de 0,2, o înclinație de 3,16056 ° în raport cu ecliptica.